# Багатовимірна інтерполяція
Багатовимірна інтерполяція — інтерполяція функції декількох змінних.

## Регулярна сітка

### Довільна розмірність
- Інтерполяція методом найближчого сусіда

### 2-вимірний простір
- Білінійна інтерполяція
- Бікубічна інтерполяція
- Поверхня Без'є
- Фільтр Ланцоша
- Триангуляція Делоне

### 3-вимірний простір
- Трилінійна інтерполяція
- Трикубічна інтерполяція

## Нерегулярна сітка

### Довільна розмірність
- Інтерполяція методом найближчого сусіда

### 2-вимірний простір
- Триангуляція Делоне